# الكاتدرائية الرئيسية للقوات المسلحة الروسية
الكاتدرائية الرئيسية للقوات المسلحة الروسية (كاتدرائية قيامة المسيح) (بالروسية: Главный храм Вооружённых сил России (Храм Воскресения Христова))‏ هي كاتدرائية بطريركية (بالروسية: Патриарший собор)‏، أُقيمت لتكريم قيامة يسوع، وهي «مكرسة للذكرى 75 للنصر في الحرب الوطنية العظمى، فضلًا عن المآثر العسكرية للشعب الروسي في جميع الحروب». بنيت في باتريوت بارك في منطقة أودينتسوفسكي، محافظة موسكو. بنيت الكاتدرائية من تبرعات وأموال الميزانية في كل من محافظة ومدينة موسكو. سيقام التكريس كجزء من الاحتفال بالذكرى الخامسة والسبعين للنصر في الحرب الوطنية العظمى. وسيقام في الموقع معرض مخصص لتاريخ الدولة الروسية السياسي وقوتها المسلحة.
انتهى بناء الكاتدرائية في 9 مايو، وهو يوم عيد النصر على النازية، وكُرّست في 14 يونيو وافتتحت في 22 يونيو 2020، في يوم الذكرى والحزن.

## التصميم
وفقًا للموقع الرسمي، «صُمّمت الكنيسة بأسلوب روسي ضخم، حيث دُمجت الأساليب المعمارية الحديثة مع الابتكارات الفريدة في إنشاء الكنيسة الأرثوذكسية». بُنيت واجهات المبنى من المعدن، والأقواس من الزجاج. تضم جدران الكنيسة المزينة بالجداريات مشاهدًا لمعارك من التاريخ العسكري ونصوص من الكتاب المقدس. زخارف الكنيسة السفلية (الصغيرة) مصنوعة من الخزف وتتضمن «زخرفات Gzhel» الزرقاء والبيضاء، وقطع من الزجاج الملون المصنوع من الكوبالت المستخدم في صناعة ألواح الفسيفساء. صُنعت الحنية المركزية المخصصة لقيامة المسيح على شكل نقش معدني، وصُنعت زخرفة الكنيسة والأيقونة والجدار الأيقوني من النحاس المطلي بالمينا المزجج، كما في الأيقونات التي تصور العساكر المُشاة. رُسمت صورة لوجه المسيح تُشبه منديل الرها في القبة المركزية للكنيسة، وهي أكبر صورة لوجه المسيح منفذة بالفسيفساء.

### الفسيفساء الزجاجية
تتضمن الفسيفساء الزجاجية الملونة في قبو الكاتدرائية أوسمةً مختلفة للجيش الأحمر، مصحوبة بعقد فراشة تشير إلى مكانة الجنود. تعرض العديد من الأوسمة وجوه قادة عسكريين بارزين من الجيش الإمبراطوري الروسي. صُوّرت الأوسمة التالية في الفسيفساء: وسام ألكسندر نيفسكي (الدرجة الأولى)، وسام بوجدان خميلنيتسكي (الدرجة الأولى)، وسام أوشاكوف (الدرجة الأولى)، وسام ناخيموف (الدرجة الأولى)، وسام سوفوروف (الدرجة الأولى)، وسام كوتوزوف (الدرجة الأولى)، وسام النصر، وسام الراية الحمراء، وسام النجمة الحمراء، ووسام الحرب الوطنية (الدرجة الأولى).

### الأحجام
بعض الأحجام لها دلالات رمزية. يبلغ ارتفاع الكنيسة مع الصليب 95 متراً، ويبلغ قطر أسطوانة القبة الرئيسية 19.45 مترًا، ويشير ذلك الرقم إلى العام الذي انتهت فيه الحرب الوطنية العظمى - 1945. يبلغ ارتفاع برج الجرس 75 مترًا، في إشارة إلى 75 عامًا مرّ منذ نهاية الحرب العالمية الثانية حتى عام 2020. يبلغ ارتفاع القبة الصغيرة 14.18 مترًا، ويشير هذا الرقم إلى 1418 يومًا وليلة استمرت خلالها الأعمال العدائية في الحرب الوطنية العظمى. تبلغ مساحة مجمع الكنيسة 11000 م²، وتتسع الكنيسة من الداخل لستّة آلاف شخص.

### الأجراس
الأجراس مصنوعة في مسبك فورونيج. توجد العديد من الأجراس المزخرفة التي تزين الكاتدرائية، وهي تعكس موضوع النصر في الحرب الوطنية العظمى كرمز لحماة الجيش الروسي، حيث تم تزيين الجرس الرئيسي بنقوش بارزة تصور الأحداث الرئيسية للحرب الوطنية العظمى. وقد استمرّ تصنيع الأجراس لمدة ستة أشهر. يبلغ عدد الأجراس ثمانية عشر جرسًا، تزن أكثر من 20 طنًا، ويزن أكبرها لوحده 10 أطنان. 17 من 18 جرسًا مزيّن برسومات لأسلحة وفروع الجيش الروسي. وُضعت شعارات عسكرية على جهة من الجرس، ومن الجهة الأخرى وُضعت صورة القديس الراعي. في 23 أغسطس 2019، تم وضع الأجراس على برج مخصص لها في الكاتدرائية.

### القبة
في 15 نوفمبر 2019، أقيمت قبة مركزية وزنها 80 طنًا على الكاتدرائية يبلغ ارتفاعها وقطرها 12 مترًا. في المجموع، تحتوي الكاتدرائية على ستة قباب، أربعة منها متطابقة، تزن كل منها 34 طنًا، وواحدة على برج الجرس، وواحدة في الوسط وهيَ الأكبر. ويتضمن تصميم كل قبة إطارًا معدنيًا صلبًا يستطيع الصمود من 300 إلى 1500 عام.

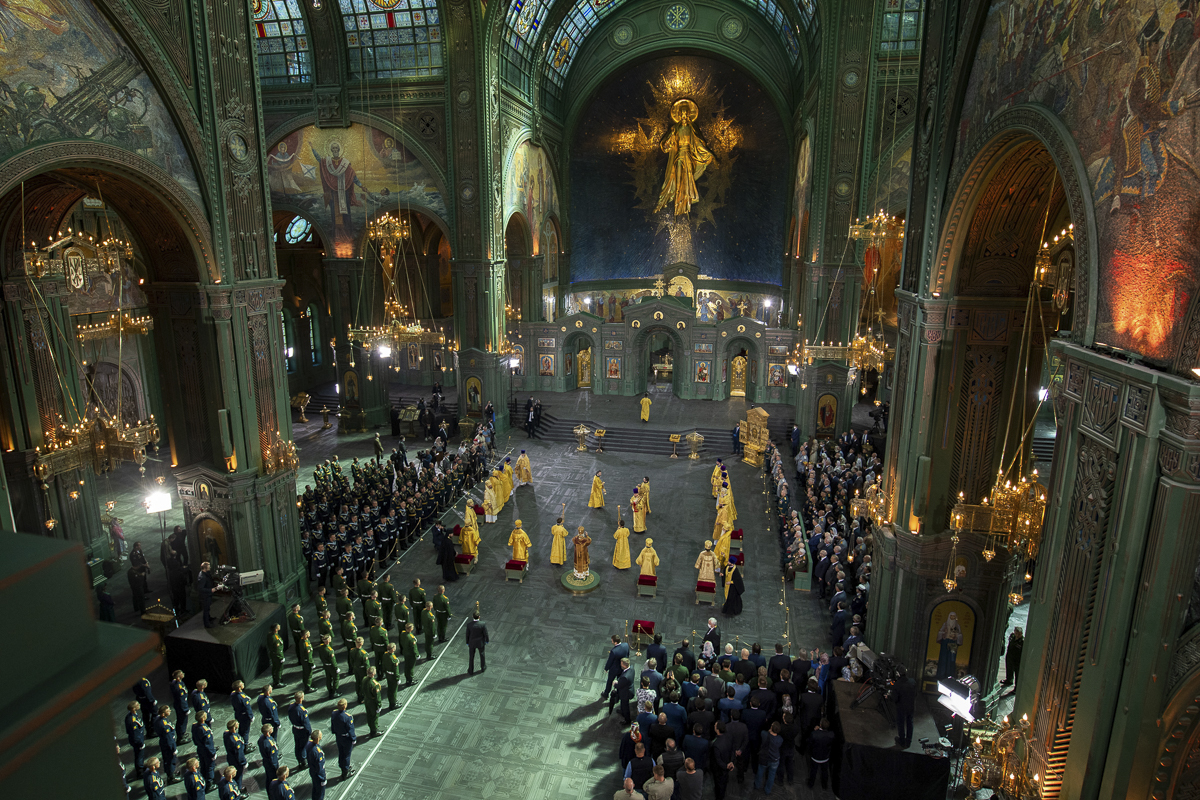
مراسم في المعبد الرئيسي

### الأيقونة الرئيسية
الأيقونة المركزية للكنيسة الرئيسية للقوات المسلحة الروسية هي «المخلص المقدس» في القبة الرئيسية، صُمّمت بشكل يشبه منديل الرها، وهو صورة لوجه يسوع المسيح. ويحيط بصورة وجه المسيح، صُور تمثّل أيقونات تاريخية مشهورة للسيدة العذراء في روسيا، وهي أيقونات والدة الإله في قازان، فلاديمير، سمولنسك، وتيكفين، وقد وُضعت على نقوش فنية تصور أحداثًا مهمة في تاريخ الدولة الروسية. وعلى خلفية الأيقونة رُسمَ ثمانية قديسون: الشهيد جرجس المنتصر، القديس أندراوس، القديس نقولا العجائبي، القديس سرجيوس من رادونيج، الشهيدة بربارة، الرسول بطرس، الشهيد بانتيليمون المعالج، وأيضًا فيودور أوشاكوف، قائد أسطول البحر الأسود وأحد القديسين الأكثر احترامًا فيه.
وُضعت أيقونة المخلص في إطار من البرونز يزن حوالي 100 كيلو غرام. تبلغ أبعاد الأيقونة نفسها بدون الإطار حوالي 98 × 84 × 10 سم.

### الجدل حول فسيفساء تصور ستالين وبوتين
في نهاية أبريل 2020، تسرّبت صور تُظهر فسيفساء غير مكتملة للرئيس الروسي فلاديمير بوتين ووزير الدفاع سيرجي شويغو ومسؤولين روس آخرين رفيعي المستوى بالإضافة إلى جوزيف ستالين، ستوضع في الكاتدرائية. أوضحت الكنيسة الروسية الأرثوذكسية بدايةً أن وجود فسيفساء يظهر فيها بوتين وستالين هو وفقًا للتقليد المتبع في تصوير الأحداث التاريخية - التي هي في هذه الحالة انضمام شبه جزيرة القرم إلى روسيا عام 2014، والحرب الوطنية العظمى. ومع ذلك، أفيد في وقت لاحق أن الكاتدرائية لن تحتوي على أي فسيفساء لبوتين. وأوضحت الكنيسة الأرثوذكسية الروسية أن هذا القرار قد اتُّخذَ مع مراعاة رأي الرئيس.

## معرض الصور

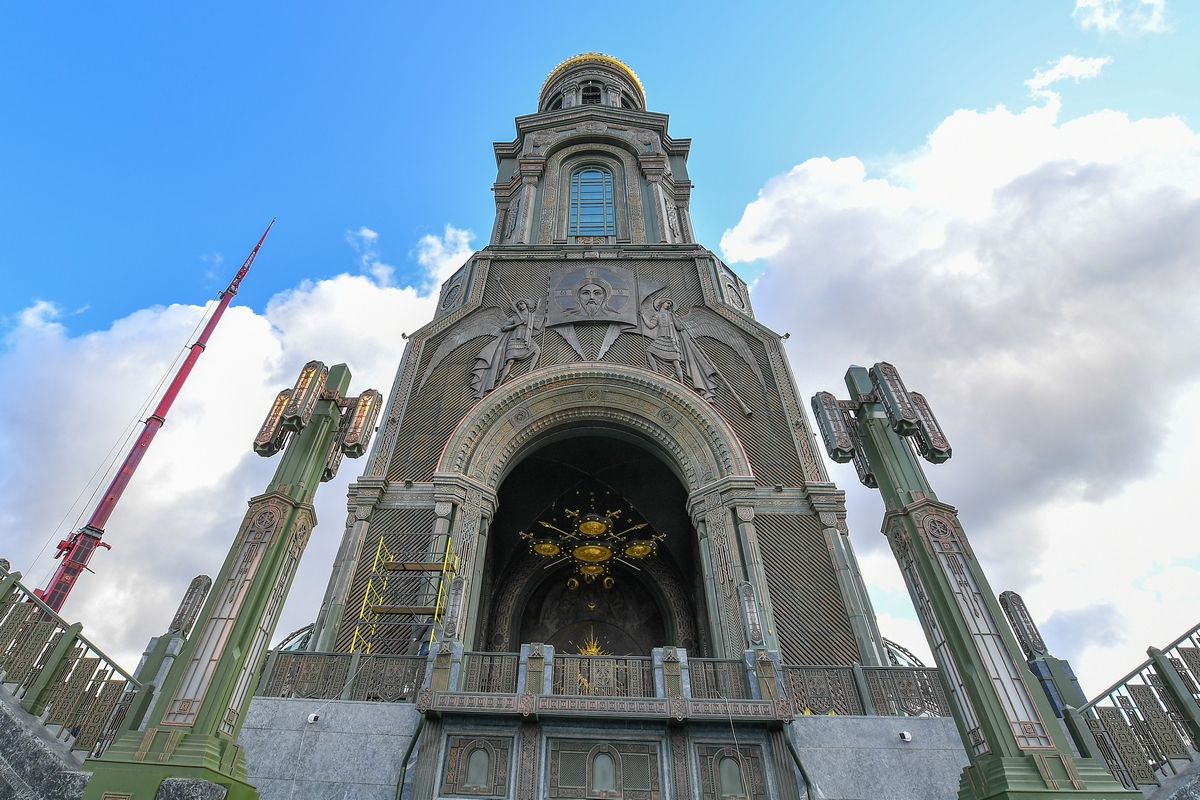
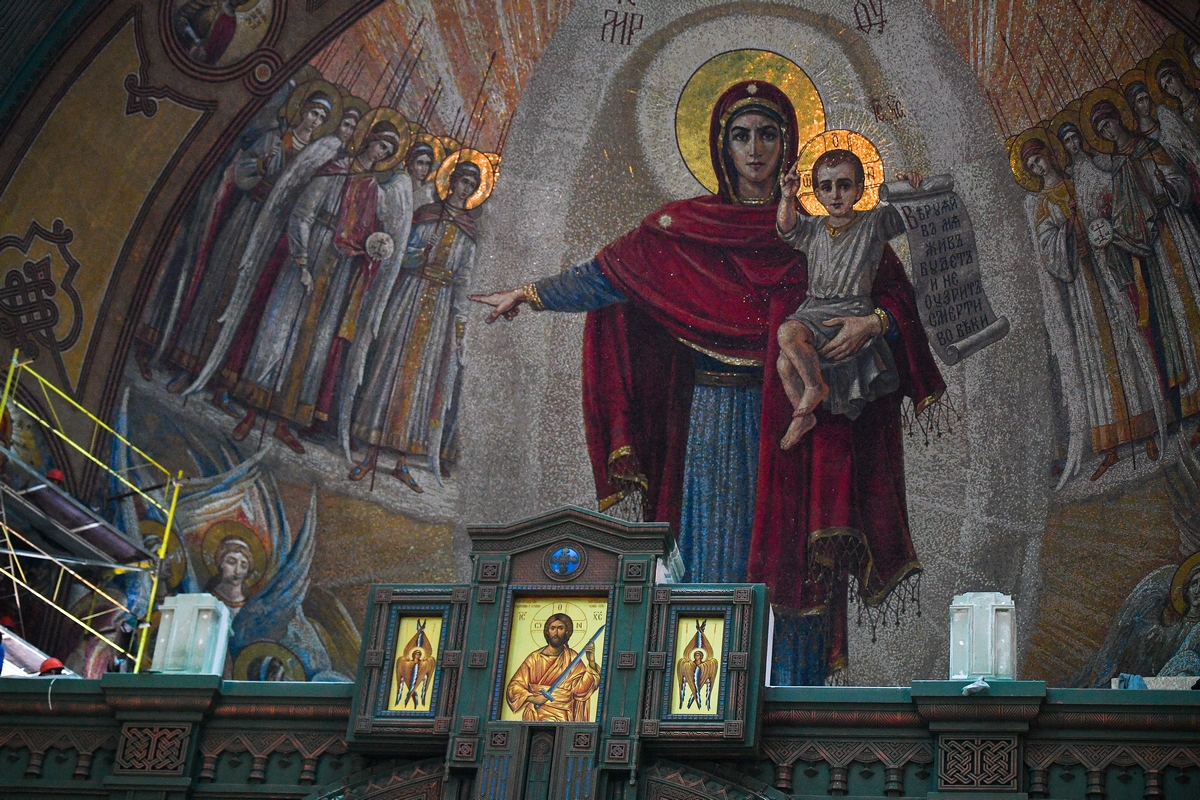
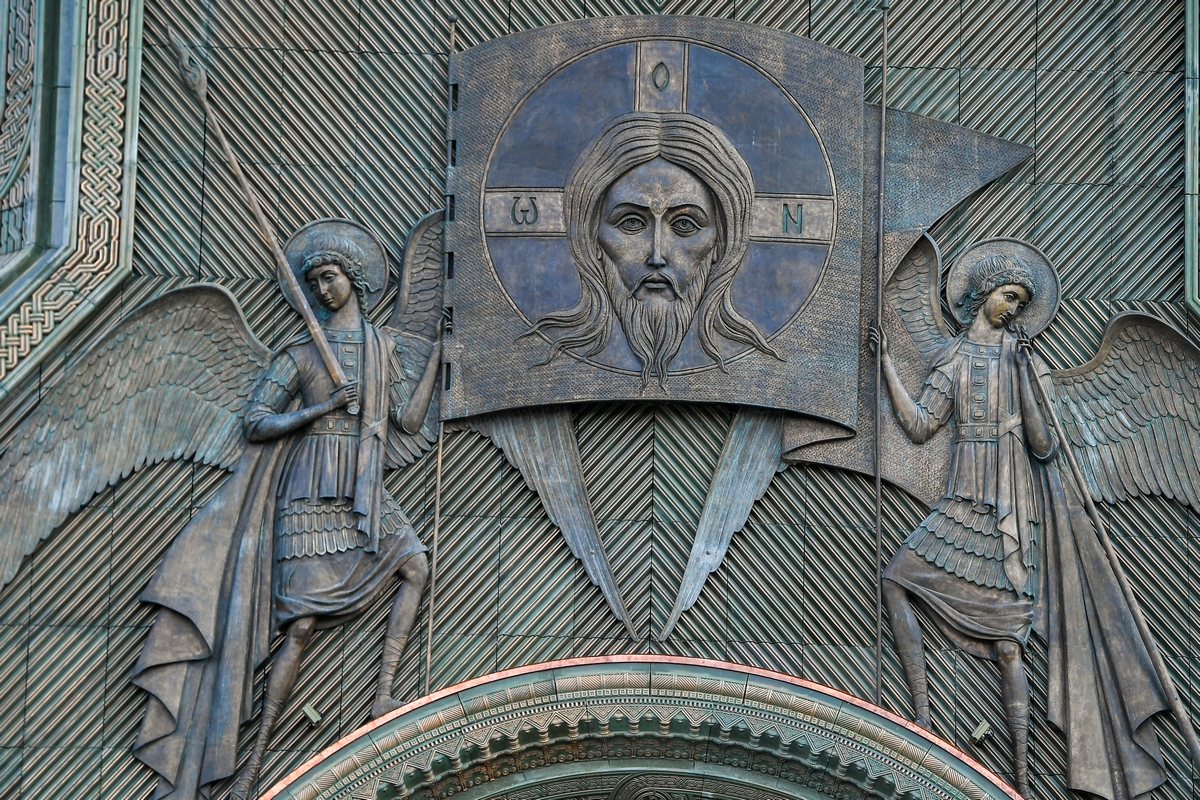
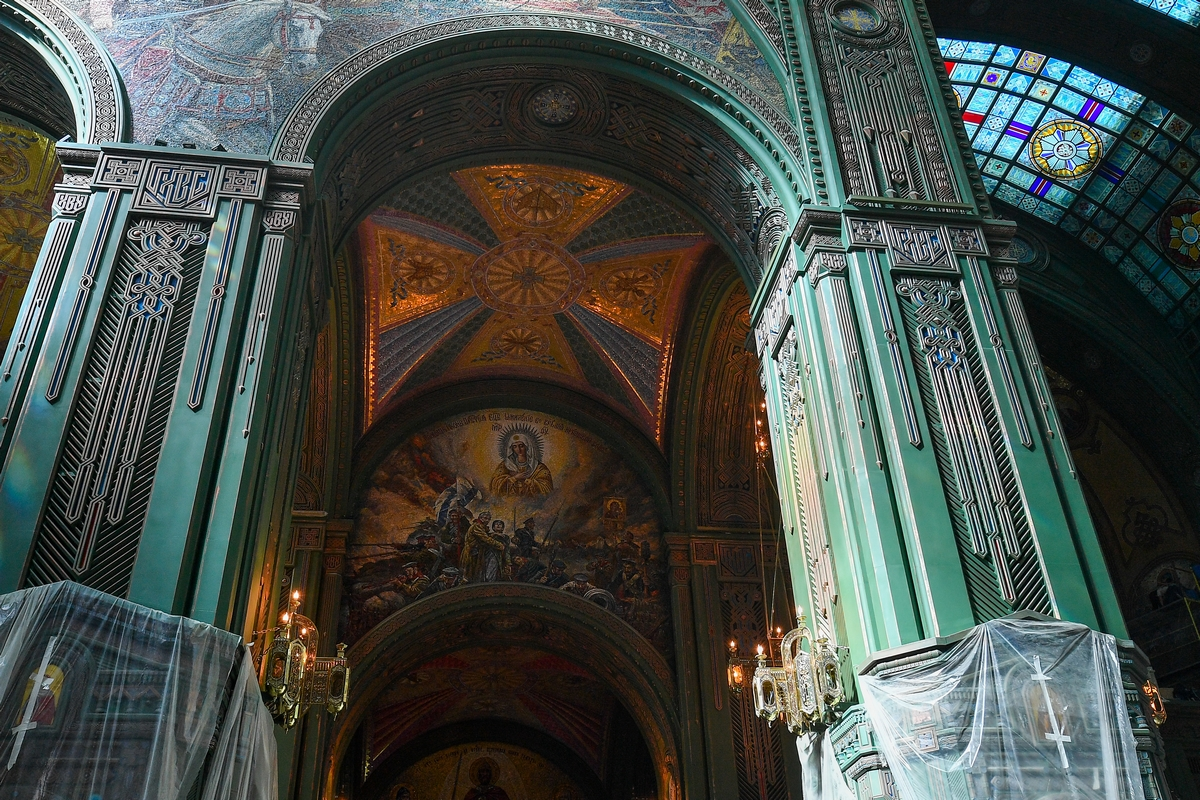
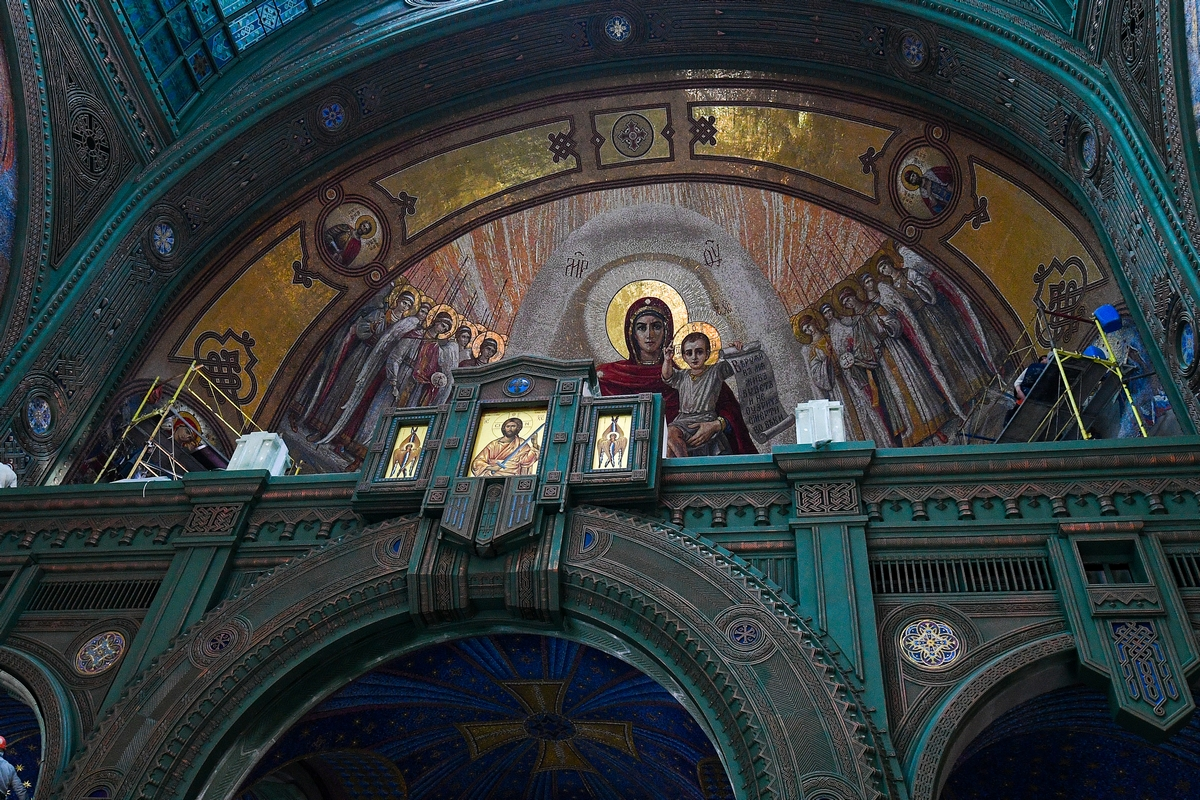
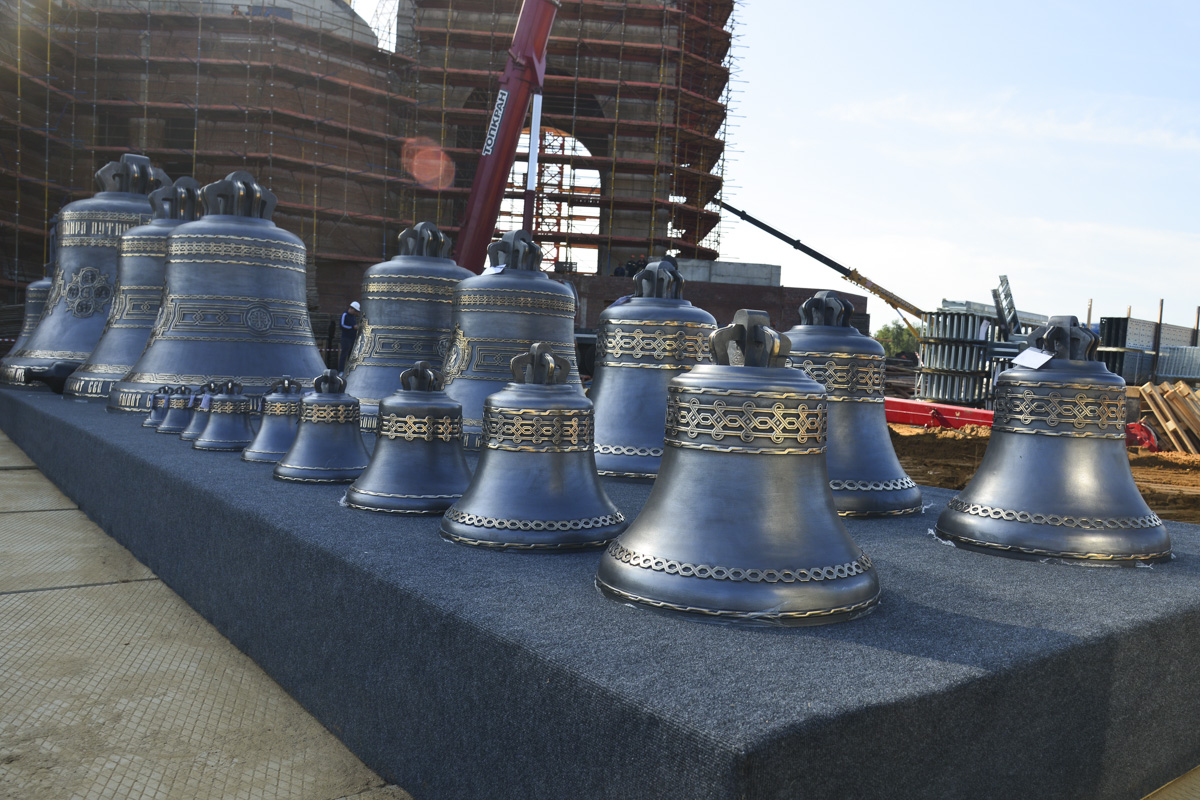
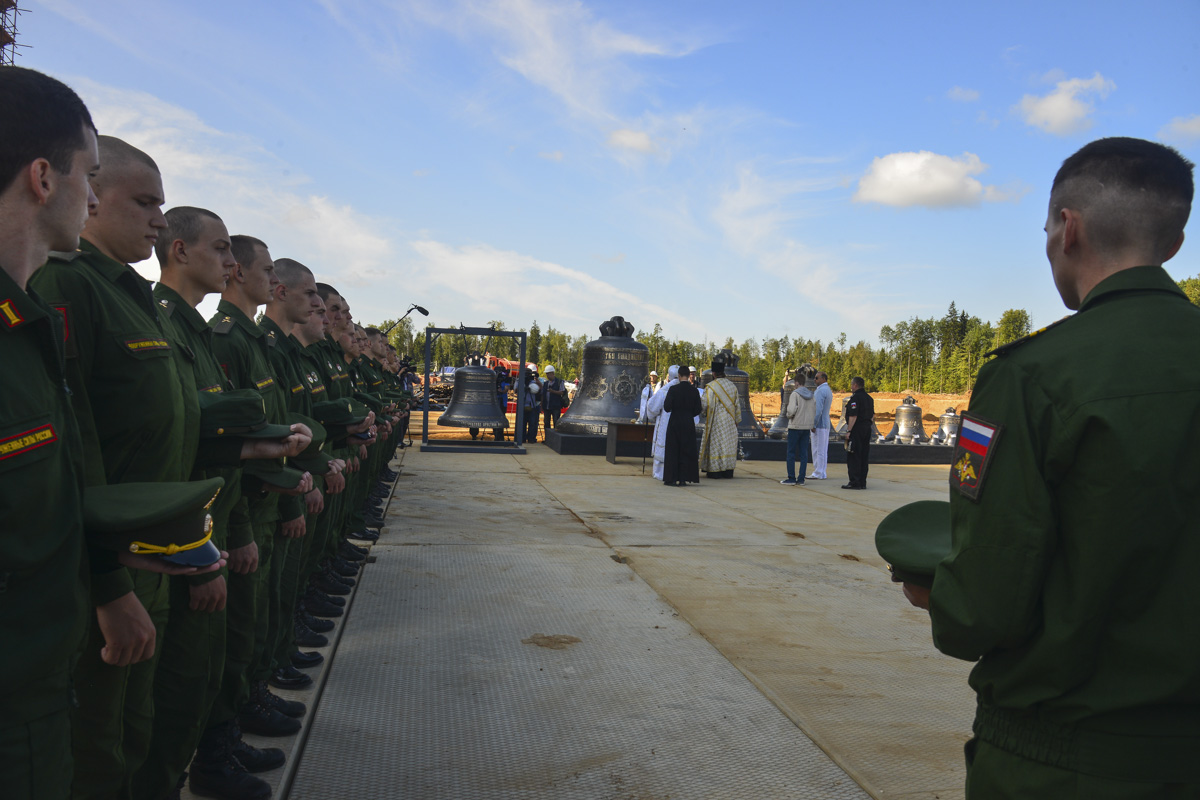
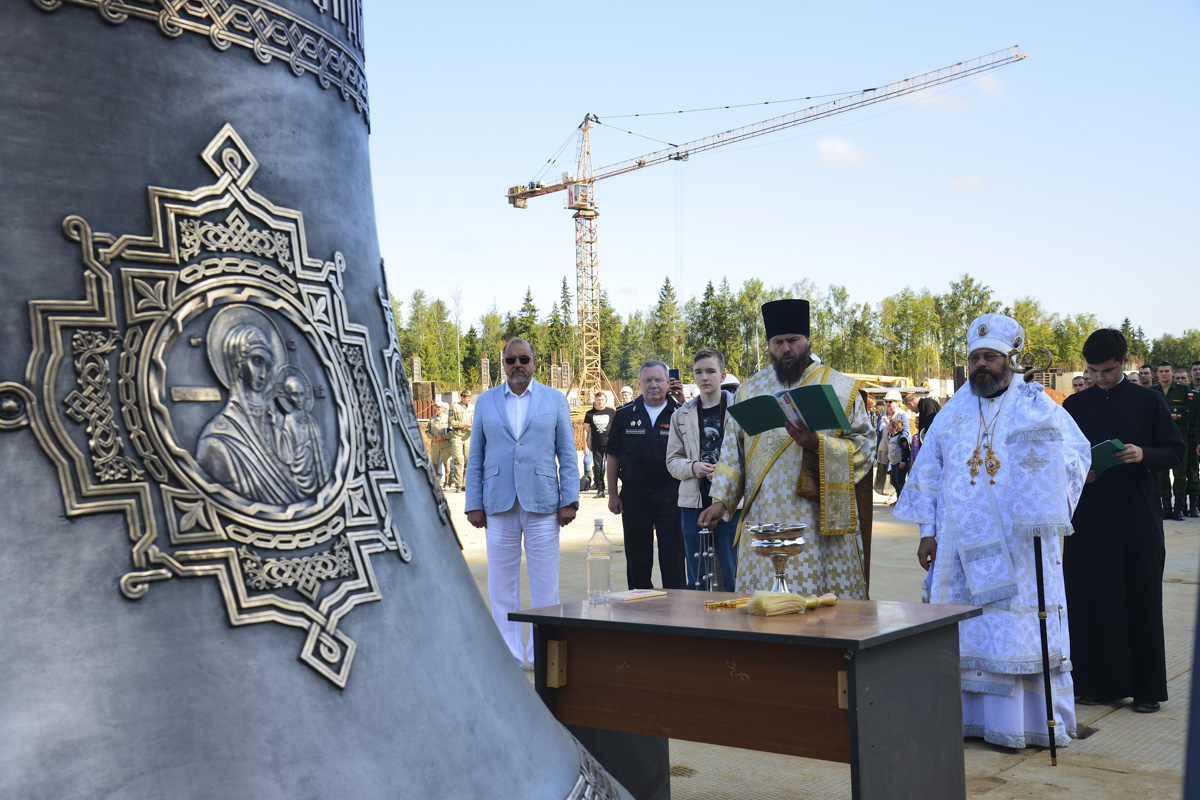
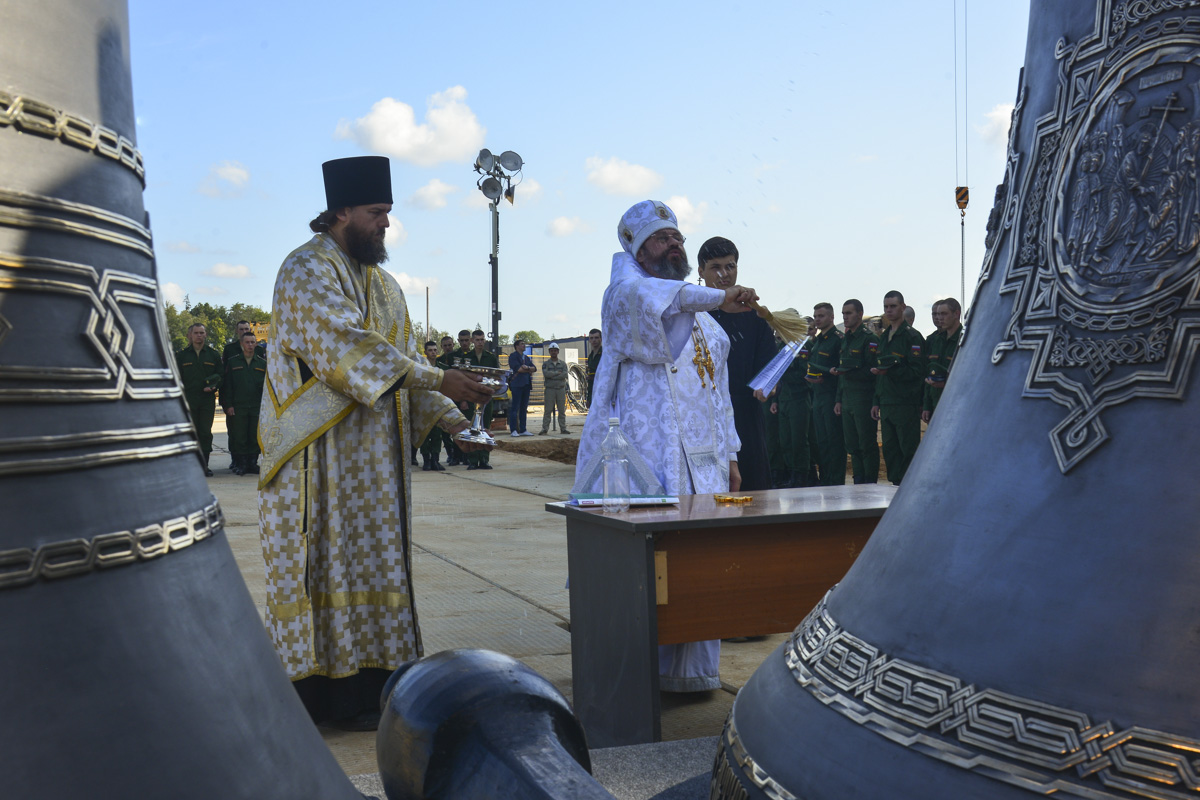
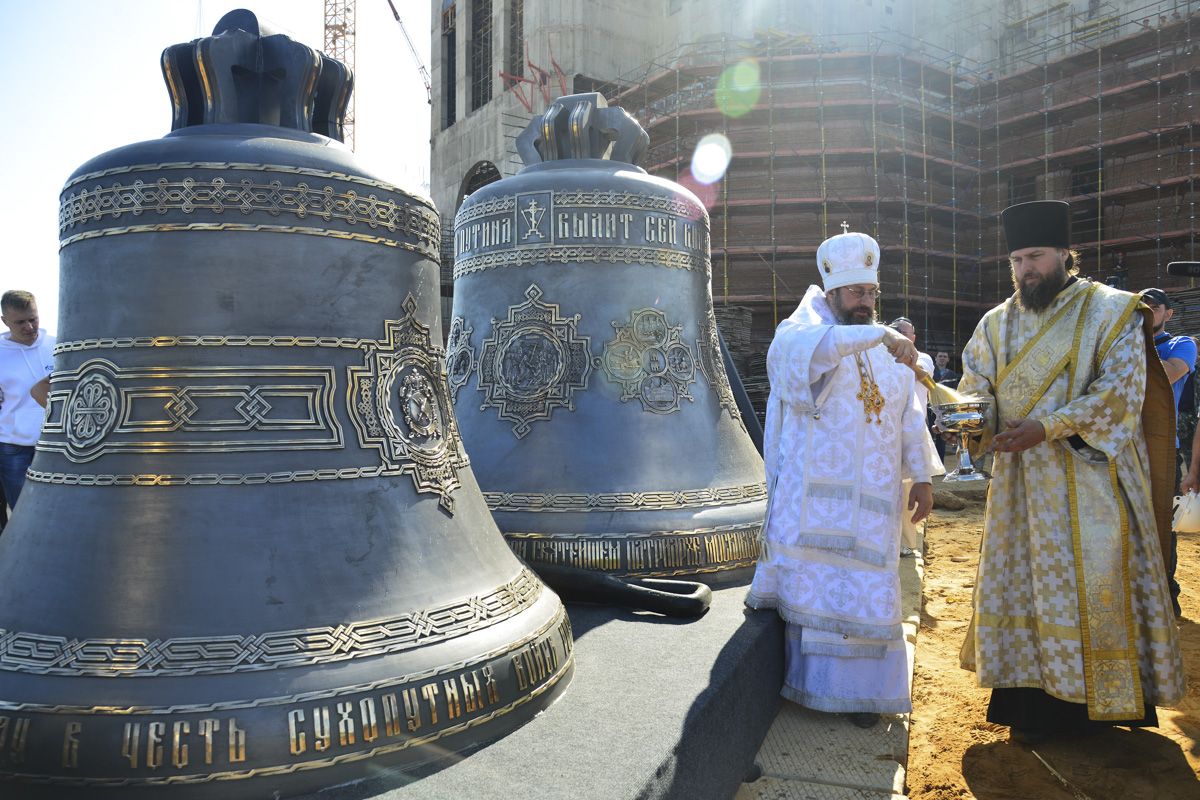
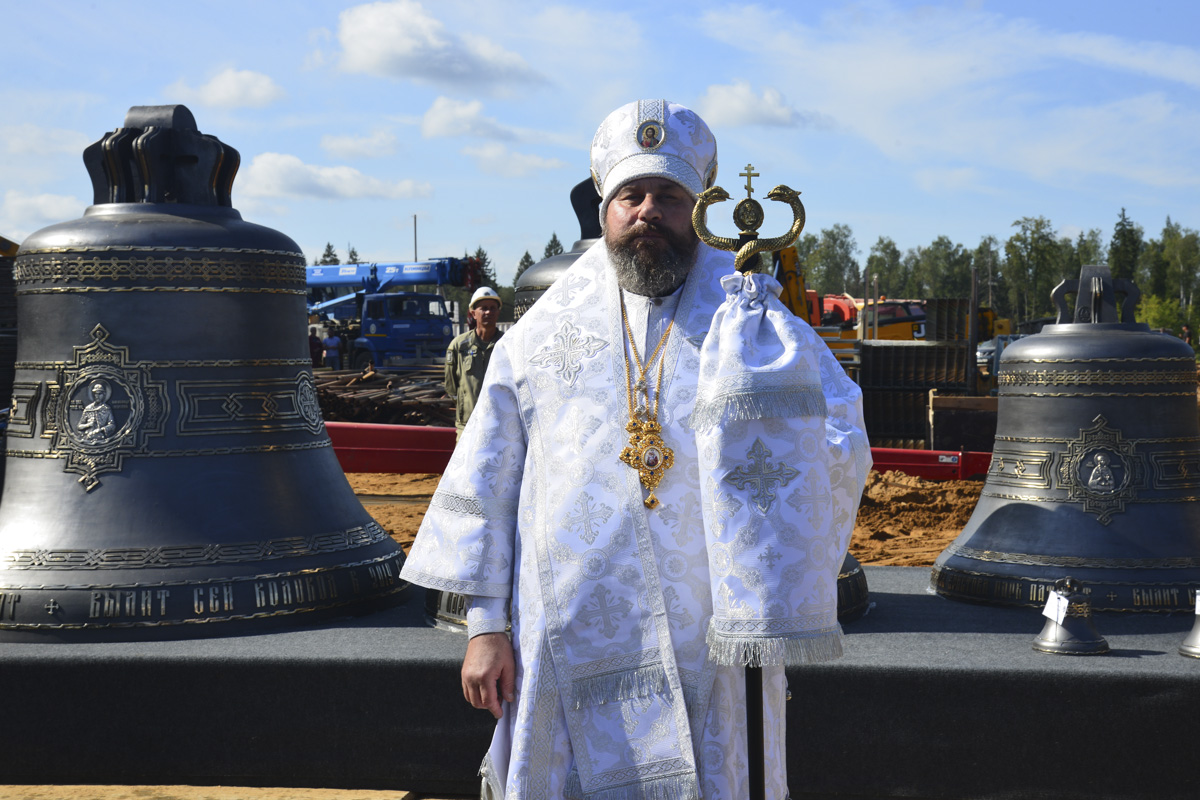
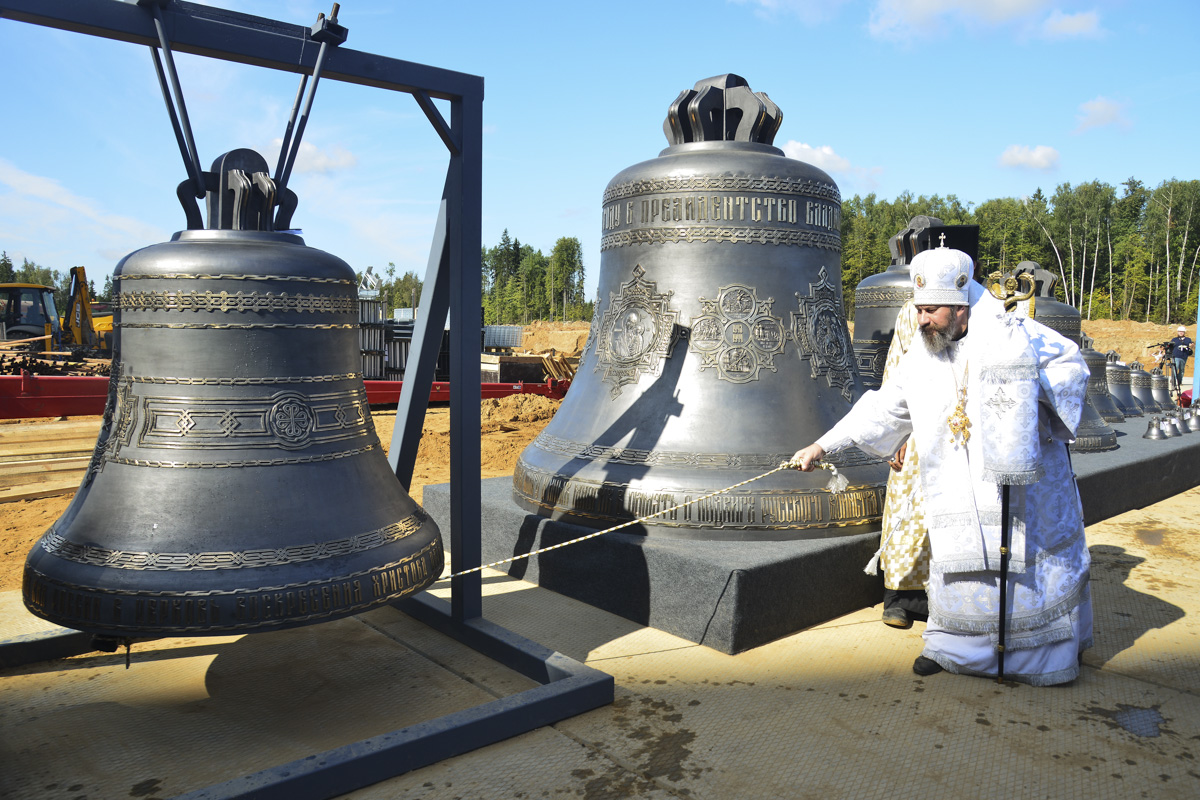
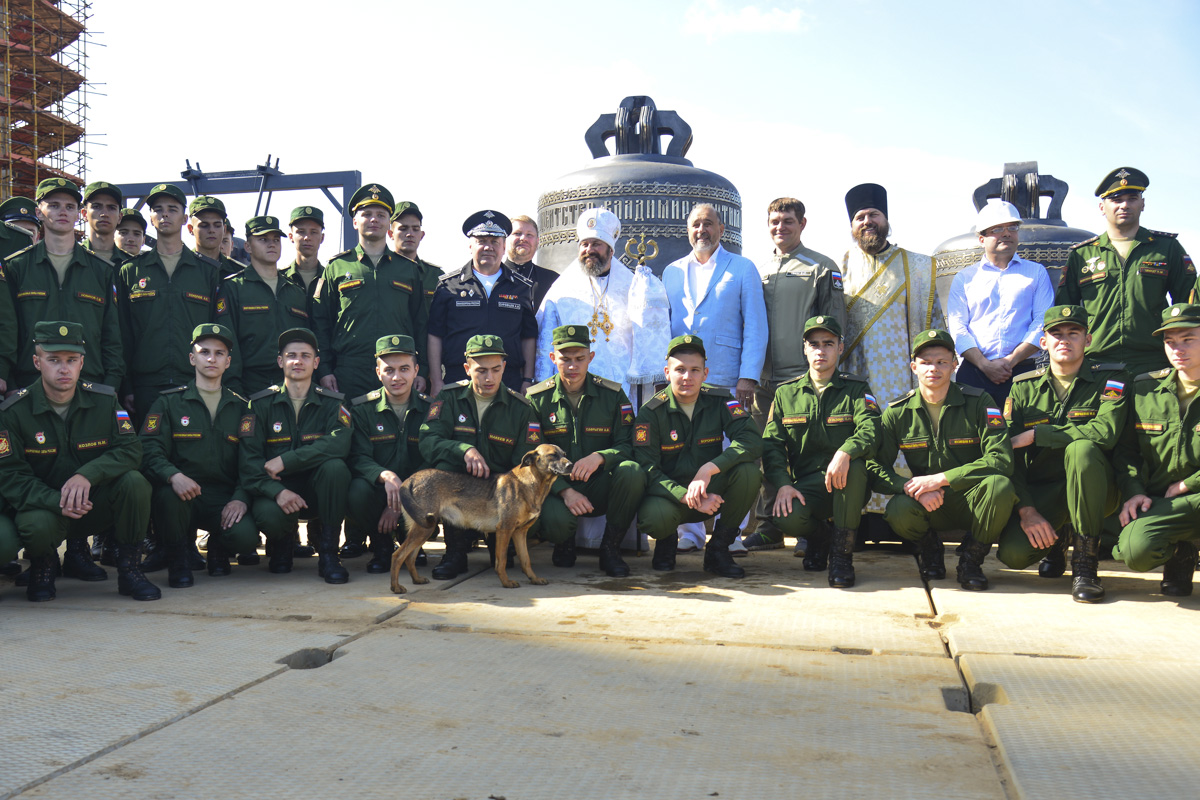
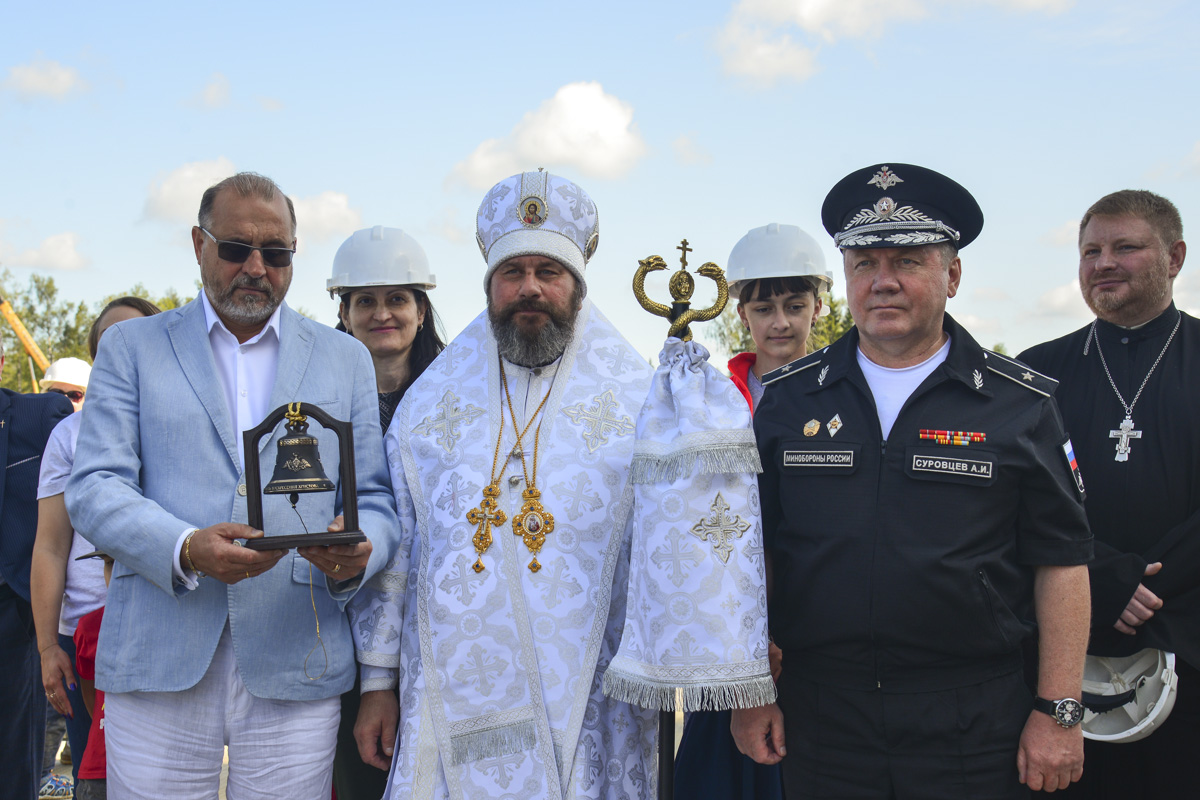
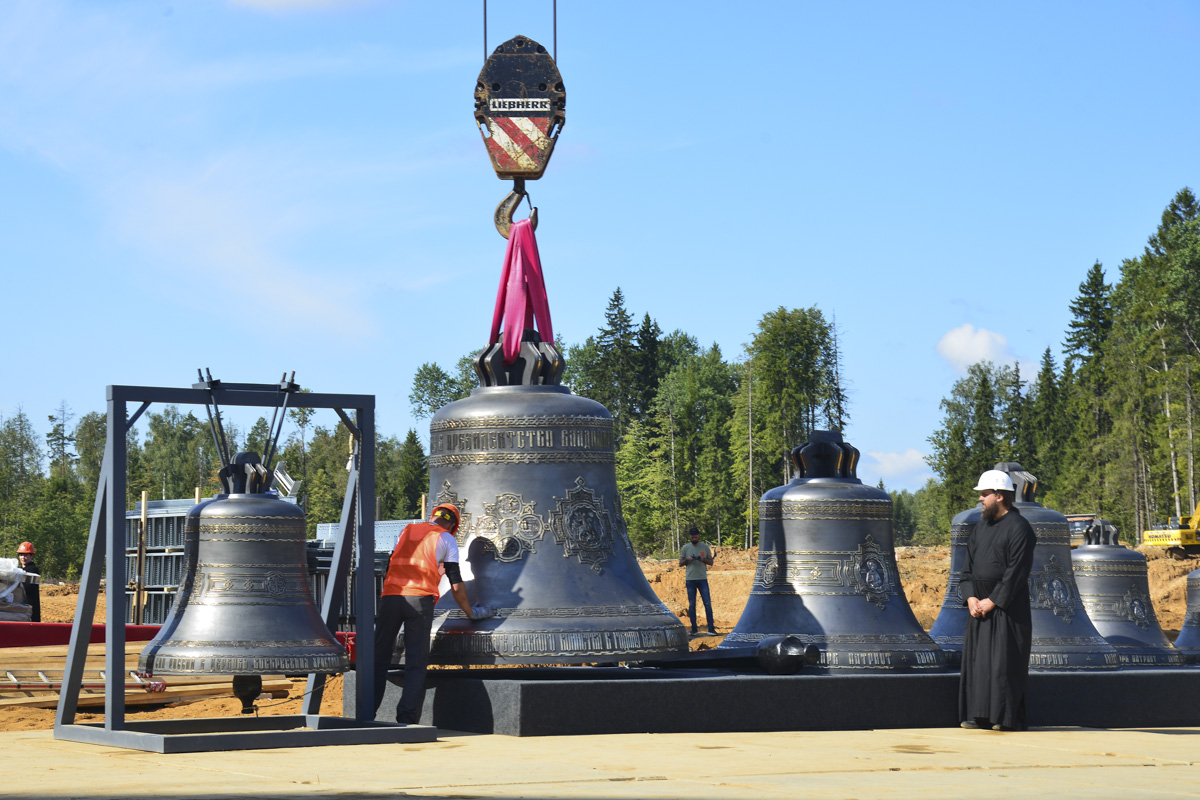
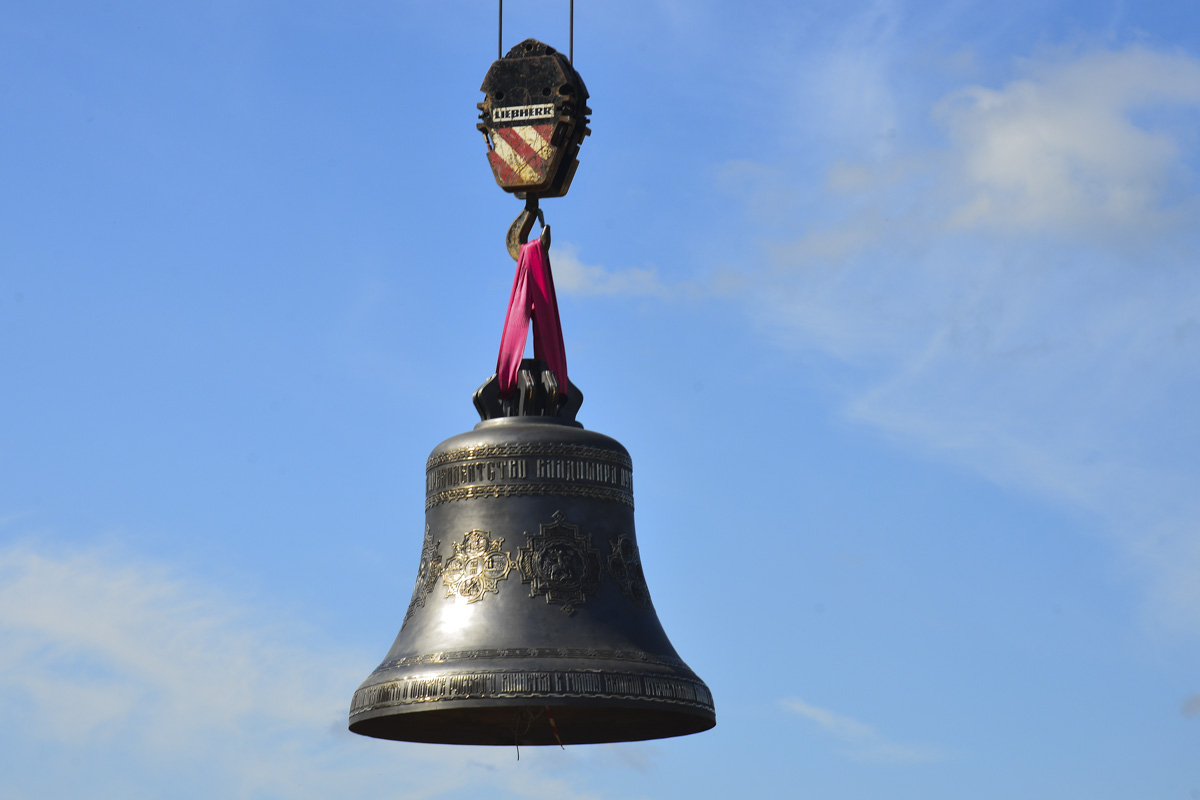
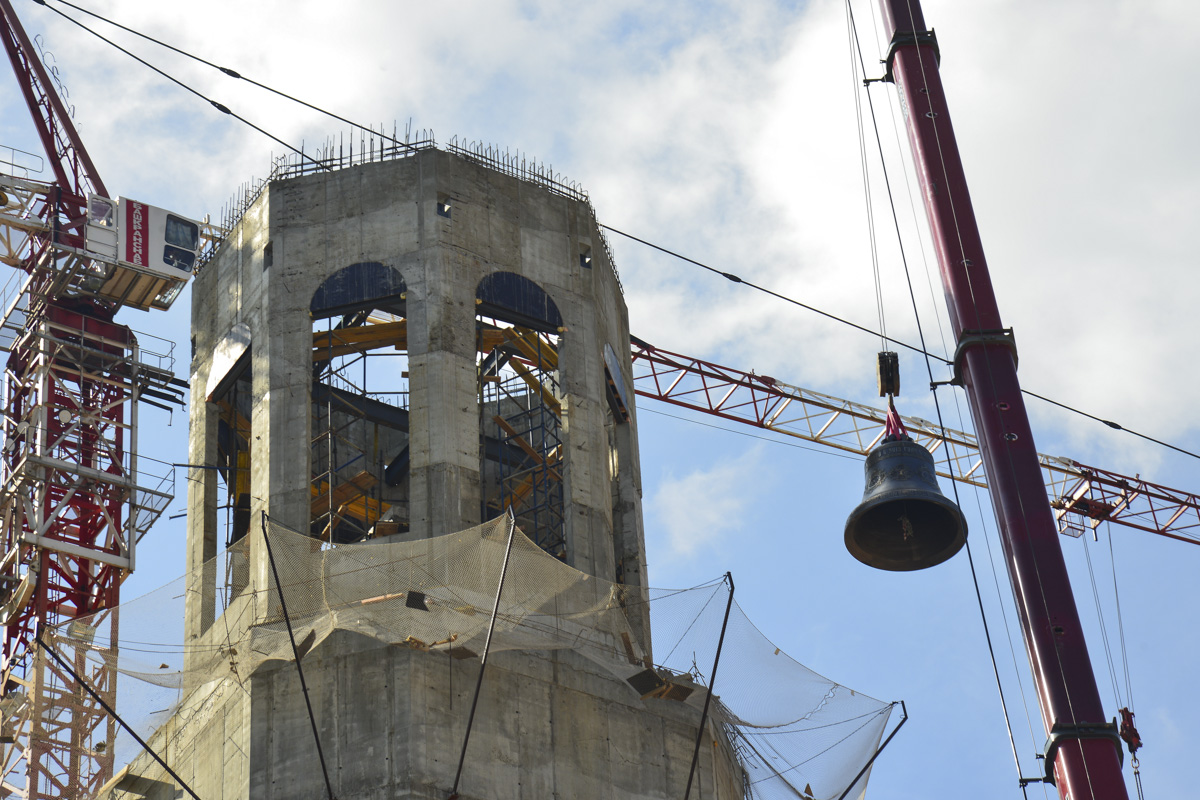
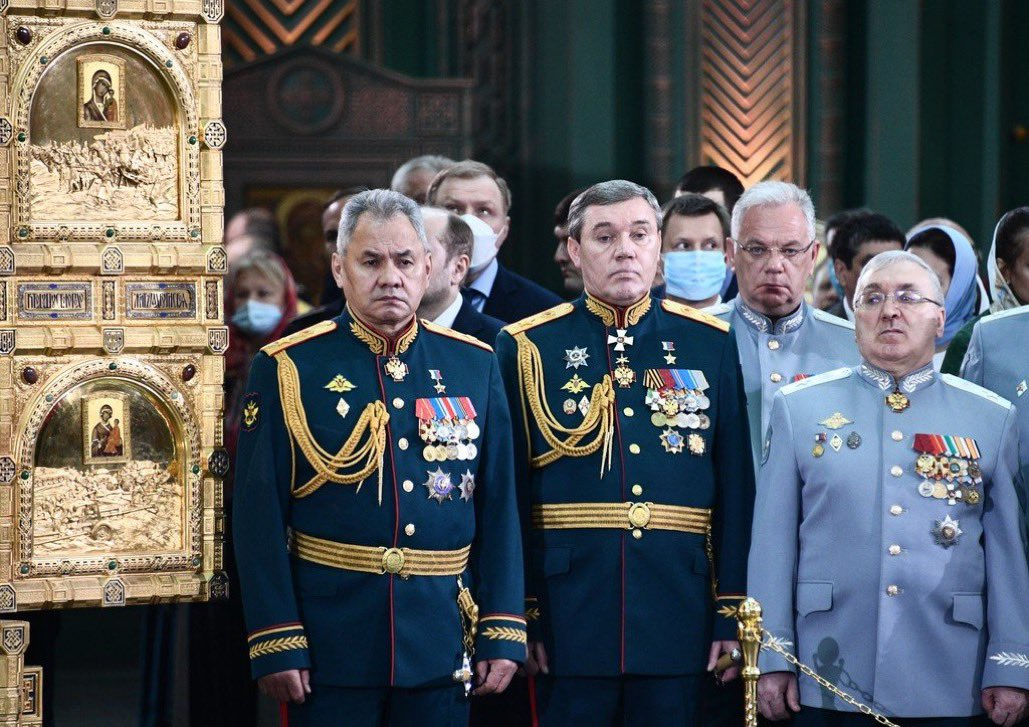

## روابط خارجية
- موقع الكاتدرائية الرئيسية للقوات المسلحة الروسية
- Сайт Проекта инобороны России «орога памяти»